# Lijst van nummer 1-hits in de UK Singles Chart in 1991
Deze hits stonden in 1991 op nummer 1 in de UK Singles Chart:
| Datum        | Artiest                              | Titel                                               |
| ------------ | ------------------------------------ | --------------------------------------------------- |
| 5 januari    | Iron Maiden                          | Bring Your Daughter... to the Slaughter             |
| 12 januari   | Iron Maiden                          | Bring Your Daughter... to the Slaughter             |
| 19 januari   | Enigma                               | Sadness part 1                                      |
| 26 januari   | Queen                                | Innuendo                                            |
| 2 februari   | The KLF & Children of the Revolution | 3 a.m. Eternal                                      |
| 9 februari   | The KLF & Children Of The Revolution | 3 a.m. Eternal                                      |
| 16 februari  | The Simpsons                         | Do the Bartman                                      |
| 23 februari  | The Simpsons                         | Do the Bartman                                      |
| 2 maart      | The Simpsons                         | Do the Bartman                                      |
| 9 maart      | The Clash                            | Should I Stay or Should I Go                        |
| 16 maart     | The Clash                            | Should I Stay or Should I Go                        |
| 23 maart     | Hale & Pace & the Stonkers           | The Stonk                                           |
| 30 maart     | Chesney Hawkes                       | The One and Only                                    |
| 6 april      | Chesney Hawkes                       | The One and Only                                    |
| 13 april     | Chesney Hawkes                       | The One and Only                                    |
| 20 april     | Chesney Hawkes                       | The One and Only                                    |
| 27 april     | Chesney Hawkes                       | The One and Only                                    |
| 4 mei        | Cher                                 | The Shoop Shoop Song (It's in His Kiss)             |
| 11 mei       | Cher                                 | The Shoop Shoop Song (It's in His Kiss)             |
| 18 mei       | Cher                                 | The Shoop Shoop Song (It's in His Kiss)             |
| 25 mei       | Cher                                 | The Shoop Shoop Song (It's in His Kiss)             |
| 1 juni       | Cher                                 | The Shoop Shoop Song (It's in His Kiss)             |
| 8 juni       | Color Me Badd                        | I Wanna Sex You Up                                  |
| 15 juni      | Color Me Badd                        | I Wanna Sex You Up                                  |
| 22 juni      | Color Me Badd                        | I Wanna Sex You Up                                  |
| 29 juni      | Jason Donovan                        | Any Dream Will Do                                   |
| 6 juli       | Jason Donovan                        | Any Dream Will Do                                   |
| 13 juli      | Bryan Adams                          | (Everything I Do) I Do It for You                   |
| 20 juli      | Bryan Adams                          | (Everything I Do) I Do It for You                   |
| 27 juli      | Bryan Adams                          | (Everything I Do) I Do It for You                   |
| 3 augustus   | Bryan Adams                          | (Everything I Do) I Do It for You                   |
| 10 augustus  | Bryan Adams                          | (Everything I Do) I Do It for You                   |
| 17 augustus  | Bryan Adams                          | (Everything I Do) I Do It for You                   |
| 24 augustus  | Bryan Adams                          | (Everything I Do) I Do It for You                   |
| 31 augustus  | Bryan Adams                          | (Everything I Do) I Do It for You                   |
| 7 september  | Bryan Adams                          | (Everything I Do) I Do It for You                   |
| 14 september | Bryan Adams                          | (Everything I Do) I Do It for You                   |
| 21 september | Bryan Adams                          | (Everything I Do) I Do It for You                   |
| 28 september | Bryan Adams                          | (Everything I Do) I Do It for You                   |
| 5 oktober    | Bryan Adams                          | (Everything I Do) I Do It for You                   |
| 12 oktober   | Bryan Adams                          | (Everything I Do) I Do It for You                   |
| 19 oktober   | Bryan Adams                          | (Everything I Do) I Do It for You                   |
| 26 oktober   | Bryan Adams                          | (Everything I Do) I Do It for You                   |
| 2 november   | U2                                   | The Fly                                             |
| 9 november   | Vic Reeves & The Wonder Stuff        | Dizzy                                               |
| 16 november  | Vic Reeves & The Wonder Stuff        | Dizzy                                               |
| 23 november  | Michael Jackson                      | Black or White                                      |
| 30 november  | Michael Jackson                      | Black or White                                      |
| 7 december   | George Michael & Elton John          | Don't Let the Sun Go Down On Me                     |
| 14 december  | George Michael & Elton John          | Don't Let the Sun Go Down On Me                     |
| 21 december  | Queen                                | Bohemian Rhapsody / These Are the Days of Our Lives |
| 28 december  | Queen                                | Bohemian Rhapsody / These Are the Days of Our Lives |

1952 ·
1953 ·
1954 ·
1955 ·
1956 ·
1957 ·
1958 ·
1959 ·
1960 ·
1961 ·
1962 ·
1963 ·
1964 ·
1965 ·
1966 ·
1967 ·
1968 ·
1969 ·
1970 ·
1971 ·
1972 ·
1973 ·
1974 ·
1975 ·
1976 ·
1977 ·
1978 ·
1979 ·
1980 ·
1981 ·
1982 ·
1983 ·
1984 ·
1985 ·
1986 ·
1987 ·
1988 ·
1989 ·
1990 ·
1991 ·
1992 ·
1993 ·
1994 ·
1995 ·
1996 ·
1997 ·
1998 ·
1999 ·
2000 ·
2001 ·
2002 ·
2003 ·
2004 ·
2005 ·
2006 ·
2007 ·
2008 ·
2009 ·
2010 ·
2011 ·
2012 ·
2013 ·
2014 ·
2015 ·
2016 ·
2017 ·
2018 ·
2019 ·
2020 ·
2021
- Nederland (Top 40)
- Nederland (Single Top 100)
- Vlaanderen (Radio 2 Top 30)
- Australië
- Duitsland
- Frankrijk
- Italië
- Verenigd Koninkrijk
- Verenigde Staten (Hot 100)